# Pererik Åberg
Pererik Lennart Åberg, född 18 oktober 1967 i Staffanstorp, är en svensk meteorolog och journalist på Sveriges Television.

## Biografi
Pererik Åberg är uppvuxen i Kalmar. Han gick gymnasiet på Lars Kaggskolan. Han utbildade sig till meteorolog vid Uppsala universitet och bosatte sig senare i Stockholm.
Yrkeslivet började inom Flygvapnet, där anställdes han som meteorologaspirant 1990 och blev meteorolog 1994. Han arbetade en kort tid på flygflottiljerna Upplands flygflottilj (F 16) i Uppsala och på Jämtlands flygflottilj (F 4) i Östersund.
År 1997 började Åberg som meteorolog på SVT, där han arbetade deltid i morgonsändningar innan han blev fast anställd i slutet av 1999.
Under 2003 var han en av programledarna i Meteorologi – mer än bara väder, som sändes på söndagar i SVT2. Och våren 2007 var han programledare för programmet Vädrets makter på SVT, ett program om klimatförändringar, där han reste runt i Sverige och tog reda på hur klimatförändringarna påverkar Sverige och vad man kan göra åt det.
Åren 2008–2009 utbildade han sig till journalist och har sedan sommaren 2009 från och till arbetat som reporter på Rapport och de regionala nyhetsprogrammen Smålandsnytt och ABC. Han har även gjort inhopp som programledare för ABC. Annars är han huvudsakligen verksam som väderpresentatör i SVT:s nyhetsprogram.

## Privatliv
Pererik Åberg är gift med Helene Åberg, en av författarna till boken Exit Kalahari. Åberg spelade bas i musikgruppen Bältmännen och i Spridda SkurarS tillsammans med Pär Holmgren, tidigare meteorolog på SVT.